# مسحة مهبلية عالية
مسحة مهبلية عالية (بالإنجليزية: High Vaginal Swab)‏ وتعرف اختصارًا HVS، هي تقنية طبية تُستخدم في طب التوليد والنسائيات  في ظروف معقمة من قبل أخصائي رعاية صحية يستخدم منظارًا لتصور المهبل. بعد إدخال المسحة في الجزء العلوي من المهبل، يتم تدويرها للحصول على عينة من الإفرازات المهبلية وبعد ذلك يتم إزالة المنظار وإرسال العينة للفحص المجهري ثم تستخدم هذه العينة لرؤيتها بالمجهر واختبار الحساسية وزرعها.
تستخدم بشكلٍ شائع لاختبار وجود عدوى داء المبيضات، التهاب المهبل البكتيري، المشعرة المهبلية.